# Mjölke (växt)

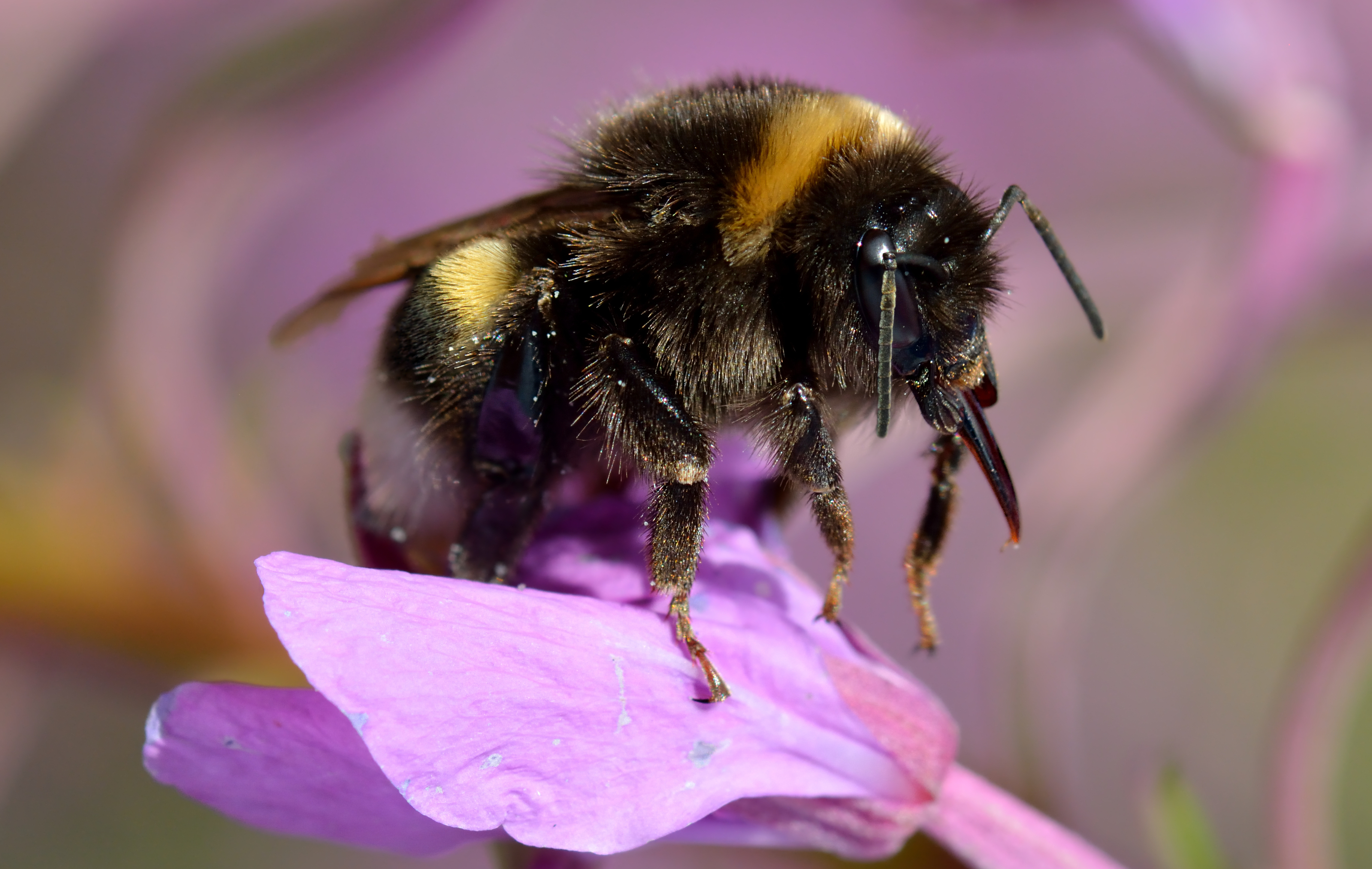
Ljus jordhumla (Bombus lucorum) på en mjölke.

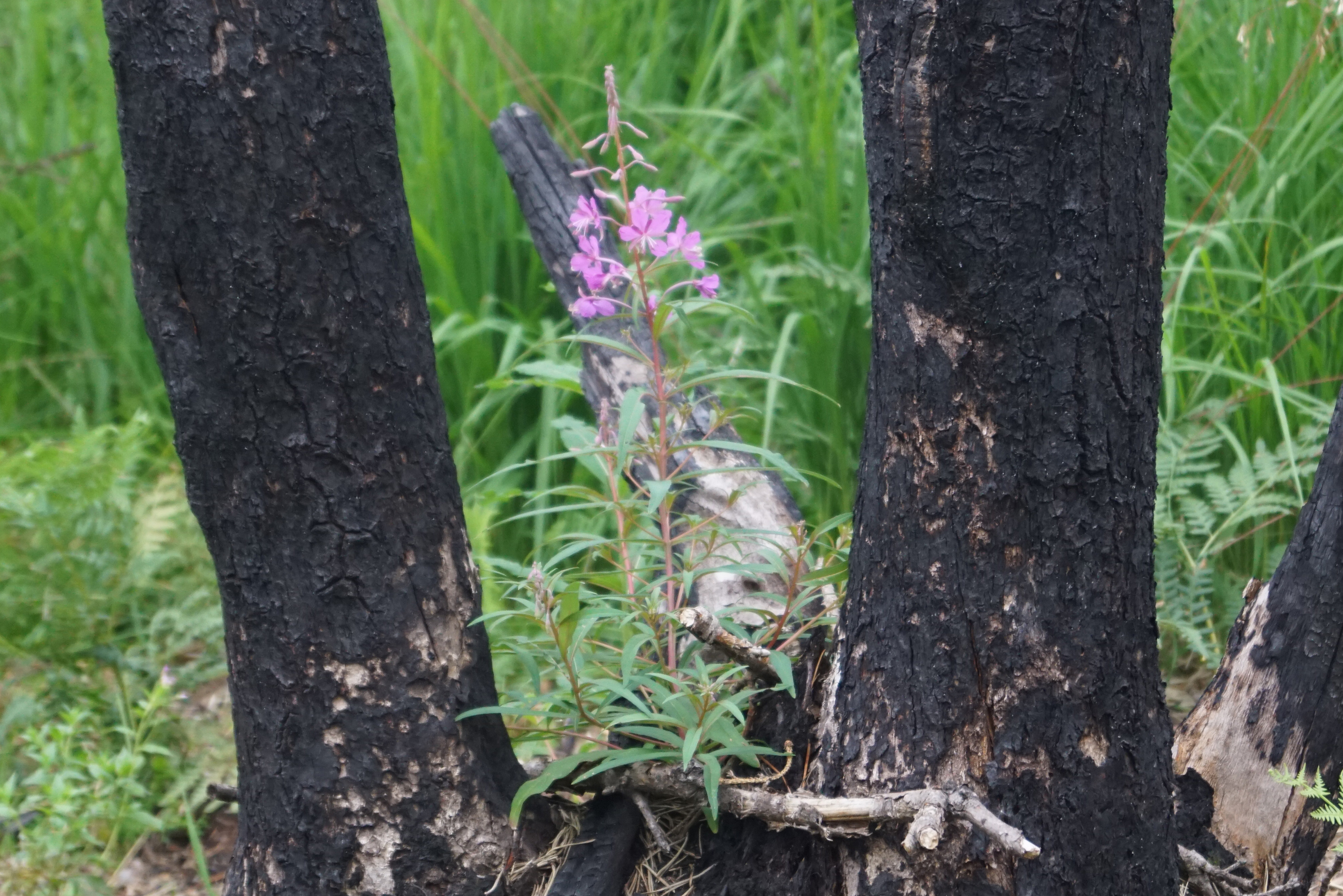
Rallarrosen hör till de första växterna som etablerar sig efter att marken brunnit. På engelska är namnet Fireweed.

Mjölke, mjölkört, duntrav eller rallarros (Chamaenerion angustifolium) är en flerårig ört i familjen dunörtsväxter. Namnen mjölke och mjölkört kommer av att växten har antagits befordra mjölkavsöndringen hos kor.

## Habitat
Mjölke finns i norra halvklotets tempererade områden. Den är vanlig längs banvallar, på hyggen och diken i hela Sverige, ända upp på kalfjället. På 1950-talet nådde den enligt en inventering i Jämtland 1 120 m; 2008 har den klättrat upp till 1 380 m. Oberoende undersökningar i Uralbergen, Alperna, Pyrenéerna och Jurabergen har visat liknande tendenser. Orsaken antas vara den globala uppvärmningen.

### Utbredningskartor
- Norden
- Norra halvklotet

## Utseende
Mjölkörten blir 50–150 cm hög och har rosa till rödvioletta blommor med fyra kronblad. Bladen är långa och smala, ganska mörka på översidan och ljusare under. Frökapslarna är rödbruna och varje kapsel innehåller mellan 300 och 400 mycket små frön. Sammanlagt kan en enda planta ge 80 000 frön. Fröna har små hår som hjälper dem att spridas med vinden. Den stora mängden frön och att växterna även sprider sig med rotskott gör att den kan bli ett ogräs.
Mjölkörten gav Christian Konrad Sprengel (1750–1816) en inblick i korspollineringens mekanismer; före hans upptäckt var korspollinering ett okänt begrepp.

## Underarter
Två underarter kan urskiljas:
- subsp. angustifolium - är diploid och har kala stjälkar och blad och mindre blommor. Den förekommer i de kallare delarna av utbredningsområdet  och är den underart som förekommer i Europa.
- subsp. circumvagum - är tetraploid och har finhåriga stjälkar och blad och större blommor. Den förekommer i de varmare delarna av utbredningsområdet.

## Föda
Rotstocken innehåller ca 16 % stärkelse. De mjuka och nästan vita rotstockarna som används, smakar väldigt beskt men kan ätas efter kokning. För att mildra den bittra smaken bör rotstocken rostas och förvällas innan kokning i nytt vatten. Man bör även dra bort rotstockens bruna mittsträng. Även skotten kan ätas efter kokning och har hög halt av vitamin C, men kolhydrathalten är låg. Mjölkört betraktas som en av de 14 viktigaste vildväxterna i en överlevnadssituation.
I Ryssland har mjölkörtens blad traditionellt torkats och använts som te. Växten heter på ryska иван-чай (Ivan-te) och drycken kallas sedan medeltiden koporje-te (копорский чай) efter fästningen Koporje (finska Kaprio) mellan Sankt Petersburg och Narva.

## Bygdemål
I Svensk Flora (1755) tar Carl von Linné upp en del av blommans många namn. Ernst Rietz ger i Svenskt dialektlexikon (1862–1867) ytterligare några. Björn Collinders Ordhandboken är ännu en källa. Tabellen sorterad österifrån via norr till söder.
| Linné        | Linné         | Rietz           | Rietz        | Collinder |
| ------------ | ------------- | --------------- | ------------ | --------- |
|              |               |                 |              |           |
| Namn         | Trakt         | Namn            | Trakt        | Namn      |
|              |               |                 |              |           |
|              |               | almokke         | Finland      | duna      |
| råmjölksgräs | Österbotten   | bränngräs       | Österbotten  | duntrav   |
|              |               | almök           | Norrbotten   |           |
| abragärest   | Lappland      |                 |              |           |
| allmoke      | Västerbotten  | almöke          | Västerbotten |           |
| almycke      | Ångermanland  | almick          | Ångermanland |           |
| brudfackla   |               |                 |              |           |
| almecke      | Medelpad      |                 |              |           |
| illermjölke  | Hälsingland   |                 |              |           |
| himmelgräs   | Dalarna       | ö-mjök          | Dalarna      |           |
| mjölkgräs    |               | im-ört          | Dalarna      |           |
| kalvrumpa    | Uppland       |                 |              |           |
| imjölke      | Närke         | imjolkesstolkar | Närke        |           |
| älgerams     | Dalsland      |                 |              |           |
| getstabb     | Västergötland |                 |              |           |
| fästmöpiska  |               |                 |              |           |
| ållenmärke   | Småland       |                 |              |           |
| rävarumpa    | Skåne         | kropp           | Skåne        |           |
| rävsvans     |               |                 |              |           |
| skogsbloss   |               |                 |              |           |
| kropp        | Kristianstad  |                 |              |           |

1. ↑  Jfr samiska ömökje
2. ↑  Egentligen hömjölk
3. ↑  Samma namn har i Småland använts för Gråfibbla, Hieracium pilosella.
4. ↑  Samma namn har enligt Rietz använts även för Åkerfräken, Equisetum arvense.

Notabelt är att almoka förekommer i litteraturförteckningen i artikeln Lulesamiska (Odhner).

## Synonymer
Subsp. angustifolium
- Chamaenerion angustifolium (L.) Scop.
- Chamaenerion angustifolium Schur
- Chamaenerion angustifolium f. leiostylum Berlin
- Chamaenerion angustifolium f. pubescens (Haussknecht) M.Kitagawa
- Chamaenerion angustifolium var. intermedium (Wormsk. ex Seringer) Lange
- Chamaenerion angustifolium var. spectabile Simmons
- Chamaenerion exaltatum Rydberg
- Chamaenerion spicatum (Lamarck) S.F.Gray.
- Chamaenerion spicatum f. alba Cockerell
- Epilobium angustifolium L.
- Epilobium angustifolium f. albiflorum (Dumort.) E.L.Rand & Redfield
- Epilobium angustifolium f. albiflorum (Dumort.) Haussknecht
- Epilobium angustifolium f. leucanthum T.Shimizu
- Epilobium angustifolium f. spectabile (Simmons) Fernald
- Epilobium angustifolium var. intermedium (Wormsk. ex Seringer) Fernald
- Epilobium brachycarpum Leight nom. illeg.
- Epilobium gesneri Vill.
- Epilobium gracile Brügger
- Epilobium intermedium Wormsk. ex Seringer nom. illeg.
- Epilobium leiostylon Petermann
- Epilobium macrocarpum Stephan
- Epilobium neriifolium H.Léveillé
- Epilobium rubrum Lucé
- Epilobium salicifolium Clairv. nom. illeg.
- Epilobium salicifolium Stokes
- Epilobium spicatum Lamarck
- Epilobium spicatum f. albiflorum Britton nom. illeg.
- Epilobium spicatum f. albiflorum Dumort.
- Epilobium spicatum var. substenophyllum Rouy & E.G.Camus
- Epilobium variabile Lucé
- Epilobium verticillatum Tenore
- Pyrogennema angustifolium (L.) Lunell

subsp. circumvagum (Mosquin) Hoch 
- Chamaenerion angustifolium subsp. circumvagum (Mosquin) Moldenke
- Chamaenerion angustifolium subsp. macrophyllum (Haussknecht ) S.K.Czerepanov
- Chamaenerion angustifolium var. abbreviatum Lunell
- Chamaenerion angustifolium var. canescens (A.W.Wood) Britton
- Chamaenerion angustifolium var. platyphyllum Daniels
- Chamaenerion danielsii (D.Löve) S.K.Czerepanov
- Chamerion angustifolium subsp. circumvagum (Mosquin) Kartesz nom. illeg.
- Chamerion angustifolium var. canescens (A.W.Wood) N.H.Holmgren & P.K.Holmgren
- Chamerion danielsii (D.Löve) S.K.Cherepanov
- Chamerion platyphyllum (Daniels) A.Löve & D.Löve
- Epilobium angustifolium f. macrophyllum Haussknecht
- Epilobium angustifolium subsp. circumvagum Mosquin
- Epilobium angustifolium subsp. macrophyllum (Haussknecht ) Hultén
- Epilobium angustifolium var. abbreviatum (Lunell) Munz
- Epilobium angustifolium var. canescens A.W.Wood
- Epilobium angustifolium var. macrophyllum (Haussknecht ) Fernald
- Epilobium angustifolium var. platyphyllum (Daniels) Fernald
- Epilobium angustifolium var. pygmaeum Jepson
- Epilobium danielsii . D.Löve
- Epilobium platyphyllum (Daniels) A.Löve & D.Löve nom. illeg.
- Pyrogennema angustifolium var. abbreviatum Lunell